# 汤河子街道
汤河子街道，是中华人民共和国辽宁省锦州市太和区下辖的一个乡镇级行政单位。

## 行政区划
汤河子街道下辖以下地区：
铁合金社区、女纺社区、女纸社区、重型社区和小街社区。